# Ptychohyla leonhardschultzei
Espèce
Synonymes
- Hyla leonhard-schultzei Ahl, 1934
- Ptychohyla adipoventris Taylor, 1944
- Hyla milleri Shannon, 1951

Statut de conservation UICN

 EN B1ab(v) : En danger
Ptychohyla leonhardschultzei est une espèce d'amphibiens de la famille des Hylidae.

## Répartition
Cette espèce est endémique du Mexique. Elle se rencontre entre 700 et 2 000 m d'altitude sur le versant Pacifique de la sierra Madre del Sur dans les États de Guerrero et d'Oaxaca,.

## Étymologie
Cette espèce est nommée en l'honneur de Leonhard Schultze-Jena (1872-1955).

## Publication originale
- Ahl, 1934 : Über eine sammlung von Reptilien und Amphibien aus Mexiko. Zoologischer Anzeiger, vol. 106, no 7/8, p. 184-186.